# Bas Ramselaar
Bas Ramselaar (Amersfoort, 27 april 1961 – aldaar, 2 juli 2025) was een Nederlands zanger binnen de klassieke muziek.
Vader Wim Ramselaar was onder meer parochiedirigent.
Ramselaar kreeg zijn opleiding aan het de Regionale Muziekschool Amersfoort van Miep Zijlstra en aan het Utrechts Conservatorium van Jos Burcksen. Hij brak die studie af om les te nemen van Frans Schouten, Aafje Heynis en Robert Holl. Een begonnen pianostudie bij Nico Schaefer brak hij af; hij wilde liever zingen. Na zijn opleiding sloot hij zich aan bij het Nederlands Kamerkoor waarvan hij tussen 1985 en 2001 de basstem (in koor of solo) vertegenwoordigde. Al eerder zong hij in het Groot Omroepkoor. Hij was jarenlang actief binnen het koor van de Nederlandse Bachvereniging van Gustav Leonhardt. Ramselaar zong op podia verspreid over de gehele wereld met orkesten als het Concertgebouworkest, Berliner Philharmoniker en London Symphony Orchestra. Zijn loopbaan nam in 2005 een wending; spanningen tijdens het zingen brachten hem naar het dirigentschap en dan met name binnen de provincie Utrecht met koren in Amersfoort en Baarn waarbij hij ook wel het begeleidend orkest dirigeerde. Zijn laatste actieve jaren was hij verbonden aan het ensemble La Nuove Musiche, dat in tegenstelling tot haar naam (De Nieuwe Muziek) gespecialiseerd was of werd in muziek van Claudio Monteverdi en Johann Sebastian Bach. Ramselaar liet een uitgebreide discografie achter, waaronder de complete religieuze cantates van de laatstgenoemde, waarbij Ramselaar alle basliederen voor zijn rekening nam. Ramselaar gaf ook les aan bijvoorbeeld Hogeschool Gorinchem (Educatie Directie) en Kurt Thomas Cursus.
Hij overleed na een lang ziekbed met verlammingsverschijnselen in een verpleeghuis Birkhoven. Hij werd 64 jaar oud.
- International Standard Name Identifier: 0000 0000 4553 9377
- Library of Congress Control Number: no2001035575
- MusicBrainz: 777e7d1e-71c7-492c-be41-6ceaca5acf1d
- Nationale Bibliotheek van Israël: 987007378616105171
- Système universitaire de documentation: 176524568
- Virtual International Authority File: 14418511
- WorldCat: E39PBJdx9yjBHJyvMK4GjtRqcP